# Falgueyrat
Falgueyrat est une ancienne commune française située en Bergeracois dans le sud du département de la Dordogne, et qui exista de 1790 à 1972. De 1973 à 2010, elle devient commune associée à Plaisance, avant d'y être définitivement intégrée en 2011.

## Géographie

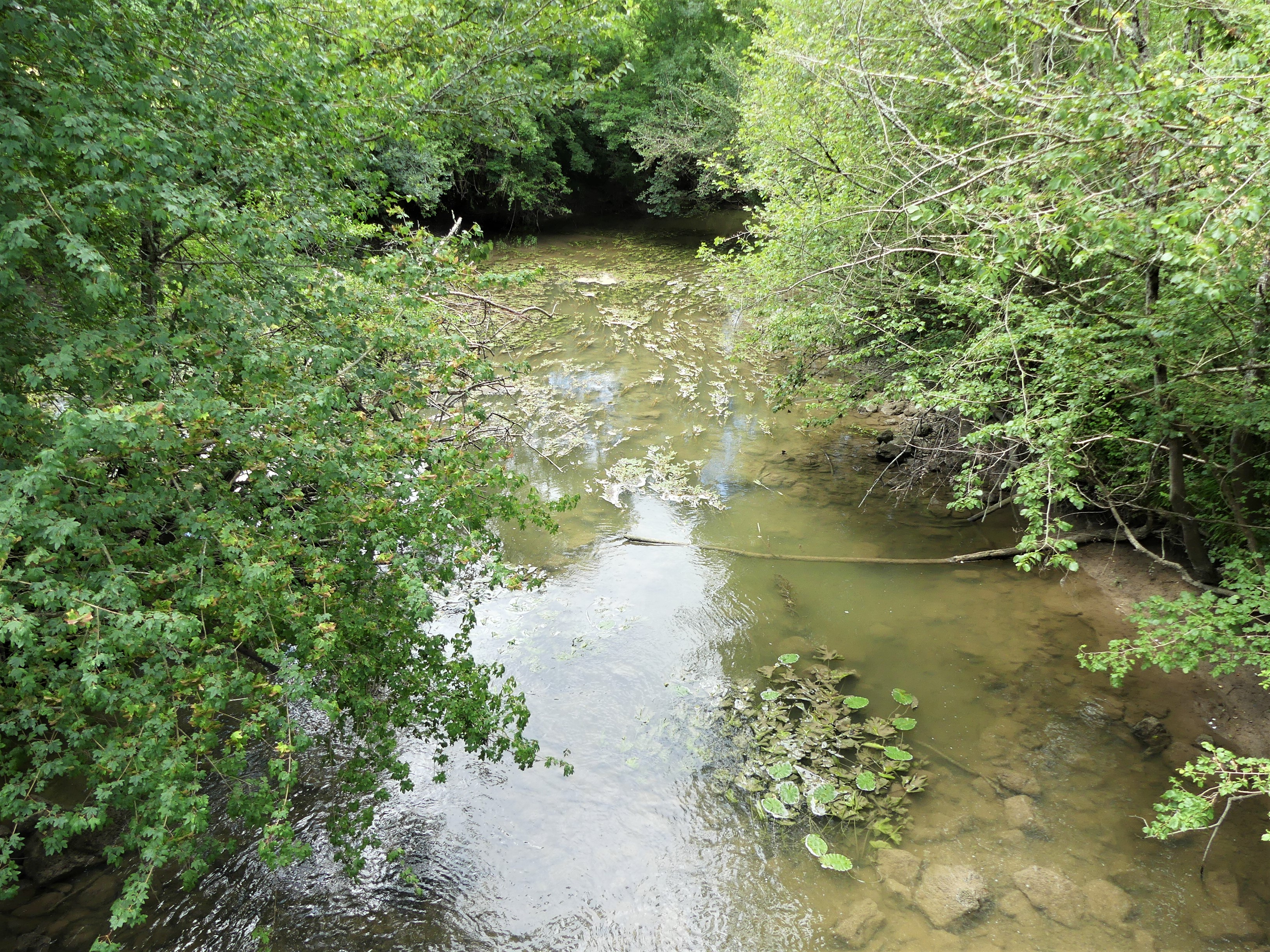
Le Dropt entre Queyrels (commune de Lalandusse, Lot-et-Garonne, à gauche) et Falgueyrat.

Limitrophe du département de Lot-et-Garonne, Falgueyrat représente la partie sud-ouest de la commune de Plaisance. Elle est bordée au sud et au sud-ouest par le Dropt, et à l'est par son affluent la Banège.

## Toponymie
Le cartulaire médiéval de l'abbaye de La Sauve-Majeure mentionne le nom de Falgayrac. L'une des premières mentions écrites connues du lieu, Hospitale de Falgueyraco, date de l'an 1282 et concerne un hôpital. En 1553 apparait la graphie Falgayracum, puis Falgueyrac sur la carte de Cassini représentant la France entre 1756 et 1789, et le nom actuel en 1801. Ultérieurement, des variantes sont encore relevées : Falgairac en 1873 et Falguerac, toujours au XIXe siècle.
Ce nom représente la fixation toponymique du nom commun occitan falguieràs qui signifie « lieu couvert de fougères », lui-même issu du latin populaire *filicaria (non attesté). Cependant, étant donné la nature des formes anciennes, on identifie aussi le suffixe d'origine gauloise (celtique) -acum (cf. toponymes en -ac), parfois utilisé pour désigner un ensemble de végétaux (cf. Épernay), dans ce cas également associé au latin vulgaire *filicaria « fougère » (dérivé du latin impérial filix, -icis)
Homonymie avec les nombreux Fougeray, Fouqueray, Feugueray, Feugré, Feuqueray des pays d’oïl et le nom commun fougeraie.

### Villages, hameaux et lieux-dits

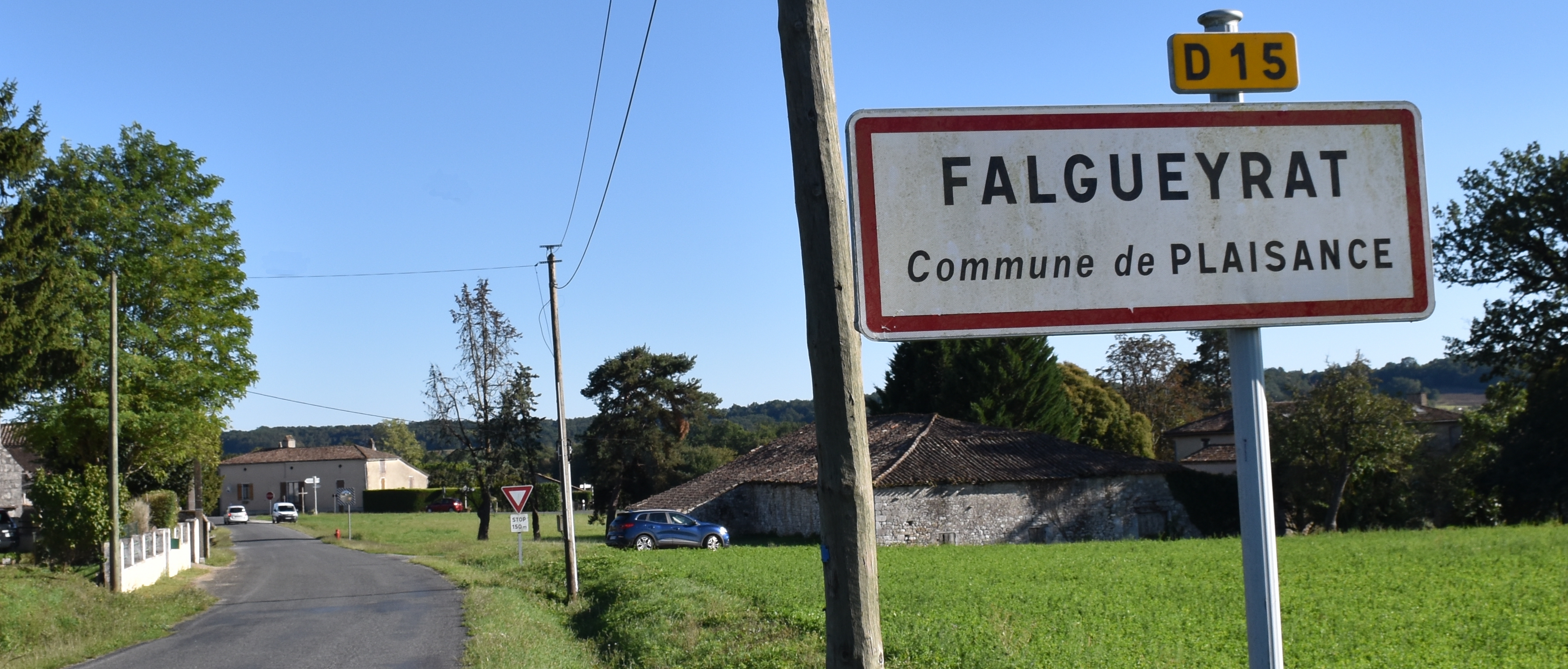
Une entrée du village.

Outre le bourg de Falgueyrat proprement dit, le territoire se compose de quelques autres hameaux :
- Beaucou
- Bouyssonnat
- les Bragnats
- l'Enclause
- les Lebrats
- la Prunerie
- la Ramade

## Histoire
Falgueyrat est une commune créée à la Révolution.
Le 1er janvier 1973, elle s'associe en fusion-association avec Eyrenville et Mandacou, formant ainsi la nouvelle commune de Plaisance. Le 1er janvier 2011, les trois communes fusionnent définitivement.

## Démographie
Le dernier dénombrement de population officiel de Falgueyrat est celui de l'année 2008, mis en ligne le 1er janvier 2011 par l'Insee. Il fait apparaître une population municipale de 59 habitants.
| 1793 | 1800 | 1806 | 1821 | 1831 | 1836 | 1841 | 1846 |
| ---- | ---- | ---- | ---- | ---- | ---- | ---- | ---- |
| 380  | 376  | 225  | 122  | 119  | 106  | 120  | 103  |

| 1851 | 1856 | 1861 | 1866 | 1872 | 1876 | 1881 | 1886 |
| ---- | ---- | ---- | ---- | ---- | ---- | ---- | ---- |
| 109  | 108  | 110  | 119  | 147  | 114  | 113  | 141  |

| 1891 | 1896 | 1901 | 1906 | 1911 | 1921 | 1926 | 1931 |
| ---- | ---- | ---- | ---- | ---- | ---- | ---- | ---- |
| 128  | 124  | 126  | 117  | 109  | 116  | 118  | 121  |

| 1936 | 1946 | 1954 | 1962 | 1968 | - | - | - |
| ---- | ---- | ---- | ---- | ---- | - | - | - |
| 107  | 102  | 89   | 91   | 62   | - | - | - |

## Sites et monuments
- L'église Saint-Jean, qui dépendait de la commanderie de l'ordre de Saint-Jean de Montguyard[9],[10].

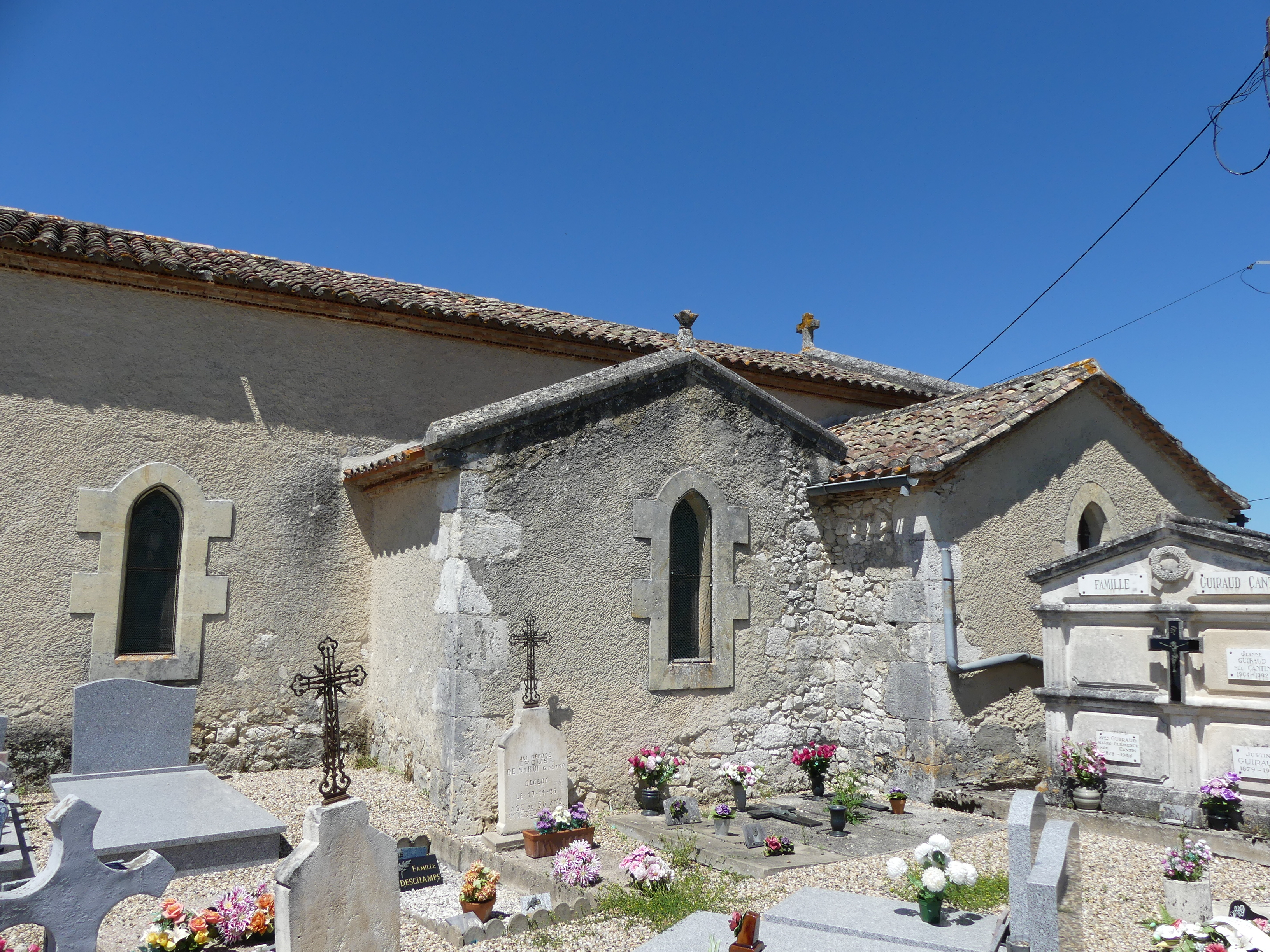
Chapelles de l'église Saint-Jean.
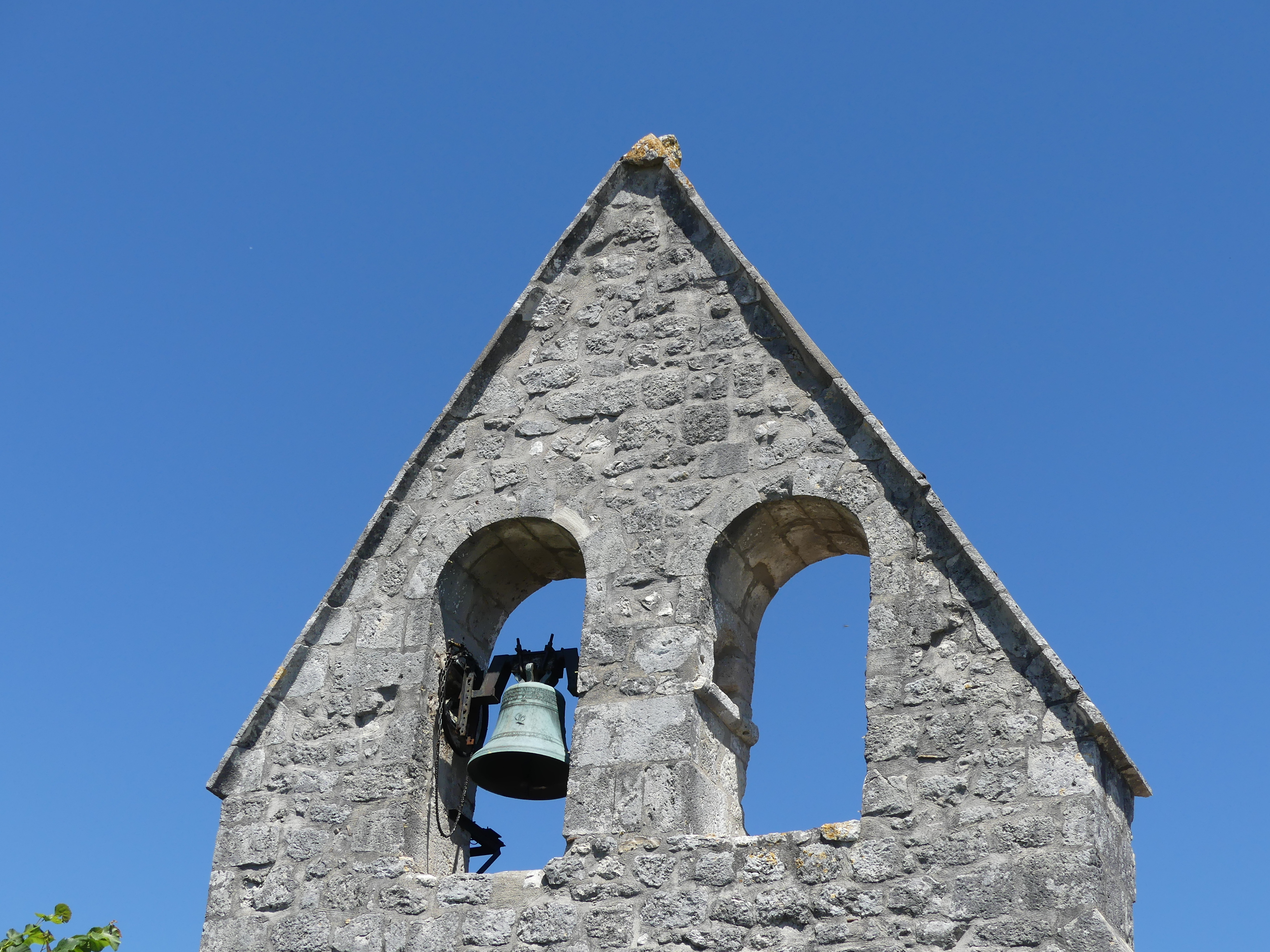
Son clocher-mur.
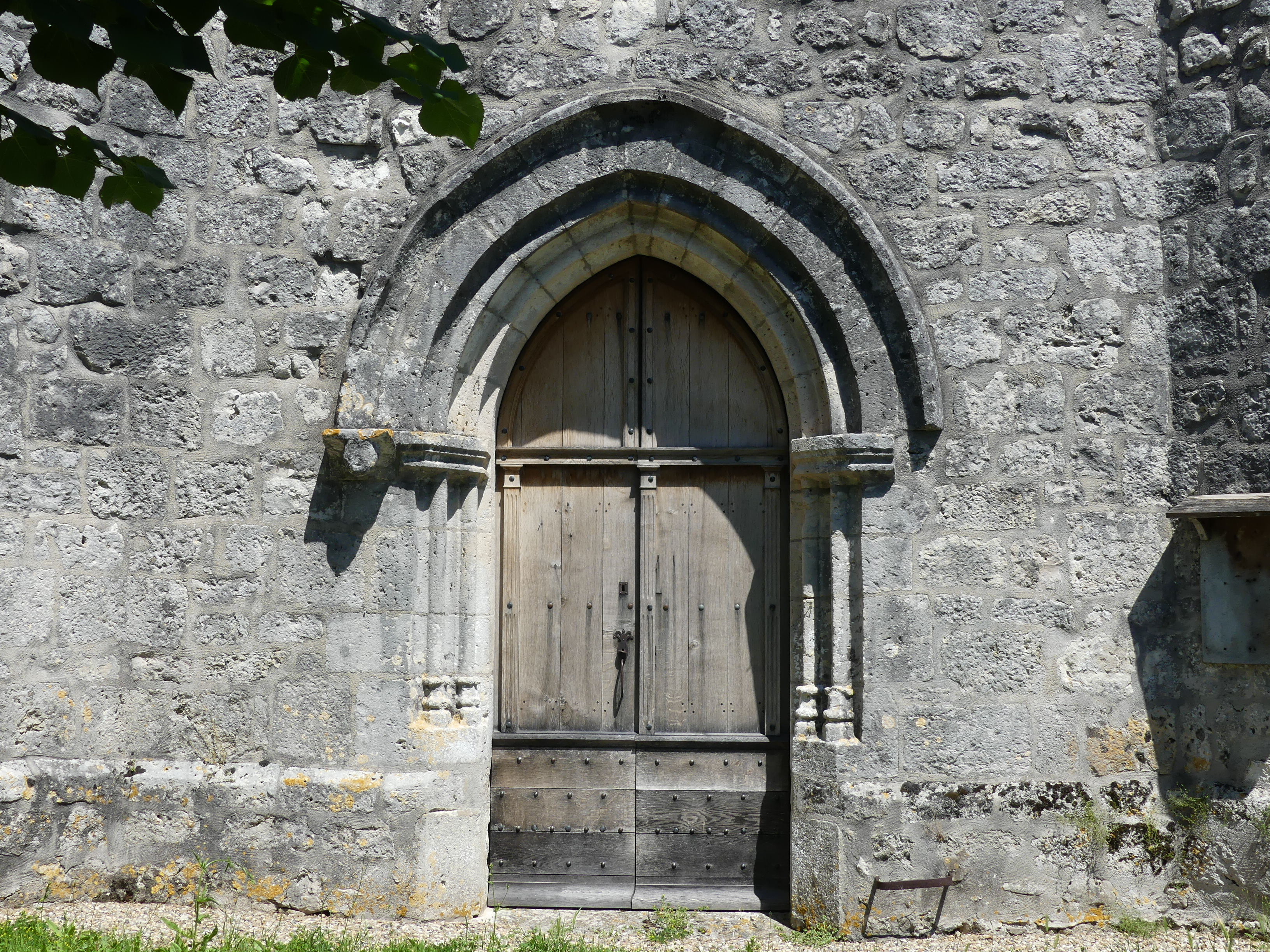
Son portail.
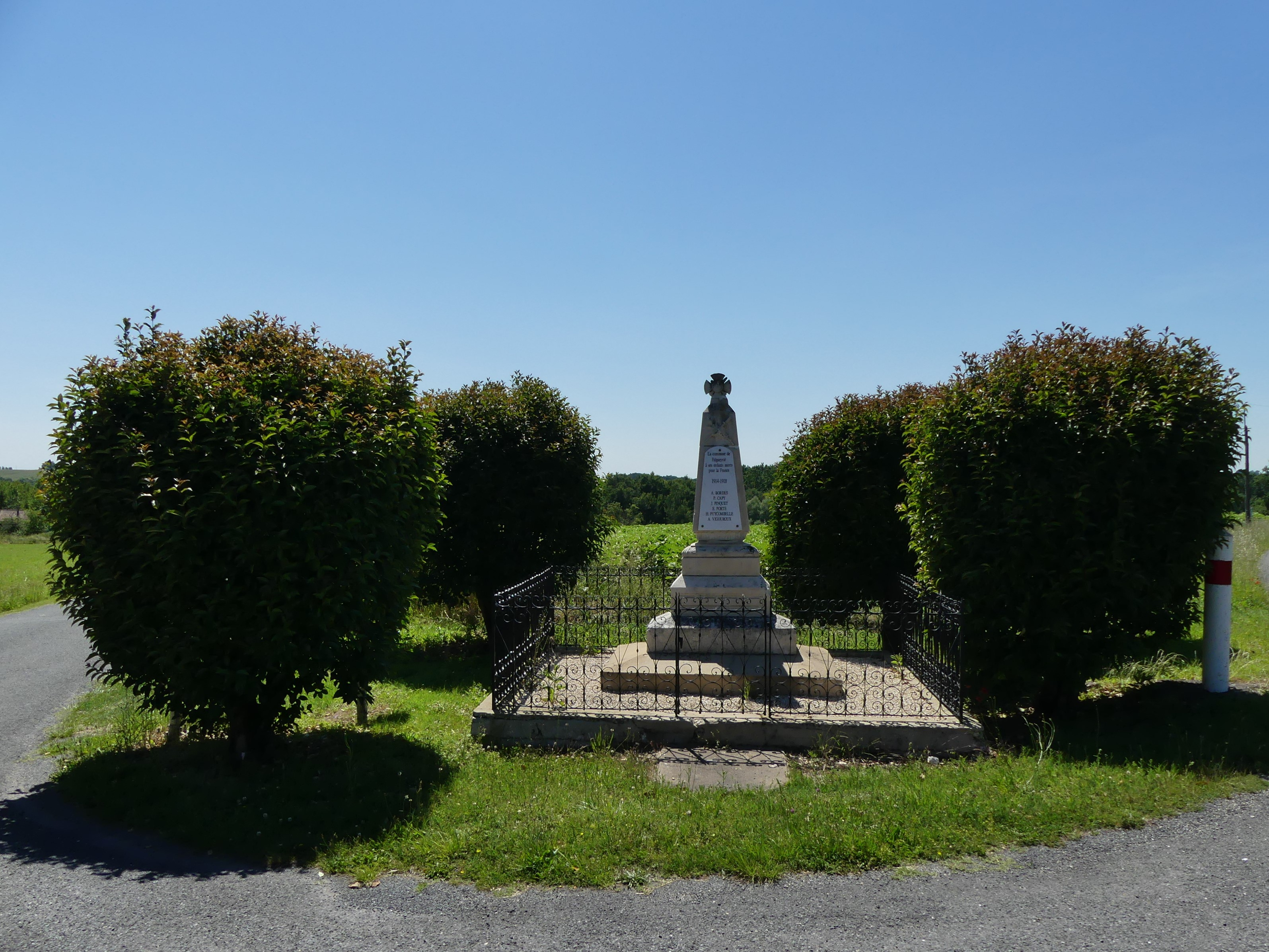
Le monument aux morts.